# Plessey
Công ty Plessey plc đã từng là một công ty quốc tế của Vương quốc Anh chuyên về sản xuất đồ điện tử, liên lạc viễn thông và quốc phòng.

## Lịch sử
Công ty này được thành lập năm 1917 ở Marylebone, trung tâm Luân Đôn nhưng đã chuyển tới đường Cottenham ở Ilford đầu năm 1919 (và sau đó tới đường Vicarage và tồn tại tới nay). Công ty Plessey đã từng là một trong những công ty sản xuất lớn nhất trong các lĩnh vực nói trên khi các ngành công nghiệp radio và ti vi phát triển mạnh.
Plessey là đối tác trong việc phát triển của máy tính Atlas năm 1962 và trong việc phát triển của hệ thống điện thoại kỹ thuật số - Hệ thống X - trong những năm cuối thập niên 1970.

### Mua bán của GEC
Tháng 12 năm 1985, The General Electric Company GEC thông báo về việc mua lại toàn bộ công ty Plessey, có giá trị khi đó là 1,2 tỷ bảng Anh. Cả Plessey và bộ quốc phòng Anh đều chống lại việc hợp nhất, GEC và Plessey đã từng là hai nhà cung cấp lớn nhất cho bộ quốc phòng và hai công ty này là hai đối thủ cạnh tranh duy nhất trong nhiều thương vụ. Tháng 1 năm 1986, việc mua bán này đã được đưa ra Ủy ban Độc quyền và sáp nhập (tiếng Anh: Monopolies & Mergers Commission (viết tắt: MMC)), và Ủy ban này trong tháng 8 đã ra phán quyết chống lại việc sáp nhập. Chính phủ Anh cũng đồng ý và cấm thương vụ của GEC.
Năm 1988, Plessey và GEC sáp nhập các bộ phận liên lạc viễn thông để tạo ra GEC-Plessey Telecommunications (GPT), nhà sản xuất thiết bị liên lạc viễn thông hàng đầu ở nước Anh.

### Mua bán của GEC Siemens
Năm 1988, GEC và Siemens AG thành lập công ty liên doanh là GEC Siemens plc, để thực hiện việc thôn tính Plessey. Đề nghị ban đầu của GEC Siemens vào ngày 23 tháng 12 năm 1988 cho Plessey là 1,7 tỷ bảng Anh. Một lần nữa Plessey từ chối lời đề nghị và lại đưa việc này ra MMC. Lời đề nghị nguyên thủy dự tính liên kết quyền sở hữu của tất cả các phần liên quan đến quốc phòng của Plessey, với việc kinh doanh của GPT và chi nhánh Bắc Mỹ của Plessey chia ra theo các tỷ lệ tương ứng là 60:40 và 51:49. Mức độ tham gia của GEC vào việc kinh doanh thiết bị quốc phòng của Plessey đã không phù hợp với sự tán thành điều chỉnh nhưng cuối cùng trong tháng 2 năm 1989 GEC Siemens thông báo về việc phân chia các bộ phận của công ty như sau:

### Các tài sản thuộc về GEC
- Tại Anh:
  - Hệ thống điện tử hàng không của Plessey
  - Hệ thống hải quân của Plessey
  - Bộ phận mã hóa của Plessey
- Tại Bắc Mỹ:
  - Hệ thống điện tử của Plessey (75%)
  - Sippican
  - Công ty thiết bị Leigh

### Các tài sản thuộc về Siemens
- Tại Anh:
  - Hệ thống quốc phòng của Plessey
  - Hệ thống ra đa của Plessey
  - Hệ thống kiểm soát giao thông của Plessey
  - Các tài sản của Plessey tại GPT (giảm xuống 40%)
- Tại Bắc Mỹ:
  - Hệ thống điện tử của Plessey (25%)

### Lịch sử kế tiếp
Năm 1997, British Aerospace mua lại hệ thống Siemens Plessey. Năm 1999, Siemens mua lại những tài sản của GEC tại Siemens Plessey. GEC mua lại 40% tài sản của Siemens tại GPT trong cùng năm, và đổi tên nó thành Marconi Communications.

## Mã vạch Plessey
Plessey cũng là tên gọi của một loại mã vạch được phát triển bởi công ty này, hiện nay nó vẫn được sử dụng trong một số thư viện và thẻ trên giá sách của các cửa hàng bán lẻ, như là giải pháp trong phần kiểm soát nội bộ về hàng hóa còn trong kho. Ưu điểm của nó là tương đối dễ in bằng các máy in ma trận điểm (dot-matrix) rất phổ biến vào thời kỳ mà cách thức mã hóa này được giới thiệu, và mật độ in của nó trong một mức độ nào đó là cao hơn so với các loại mã hiện nay phổ biến hơn như Interleaved 2 of 5 hay Code 39. Các thông số hình thức của loại mã vạch này được thông báo vào tháng 3 năm 1971.

### Các biến thể của mã vạch Plessey
Một biến thể của mã vạch Plessey và các thiết bị quét liên quan đã được Plessey cung cấp cho công ty ADS và biến thể này được biết với tên gọi Anker Code. Anker Code đã được sử dụng trong các điểm bán hàng ở châu Âu trước khi có EAN. Nguyên lý mã hóa cơ bản trong mã vạch Plessey cũng đã được MSE Data Corporation sử dụng để xây dựng mã vạch MSI của mình, đôi khi được biết với tên gọi là mã vạch Plessey biến đổi hay mã vạch MSI Plessey. Ứng dụng chủ yếu của mã vạch MSI là đánh dấu các mặt hàng trên giá hàng và quét sau này bằng các thiết bị quét di động được để thực hiện việc kiểm kê.

### Thuật toán

#### Các đặc trưng
- Mã vạch Plessey sử dụng 2 kích thước của chiều rộng của các vạch là vạch rộng và vạch hẹp. Khoảng trắng giữa các vạch không ảnh hưởng tới việc giải mã. Mã vạch này bao gồm phần tử bắt đầu - dữ liệu - phần tử kết thúc. Trong khoảng không gian của các phần tử bắt đầu và kết thúc thì các vạch màu đen được nhóm với nhau theo từng nhóm 4 vạch. Mỗi nhóm vạch tượng trưng cho một chữ hoặc số. Các vạch hẹp có giá trị bit bằng 0 và các vạch rộng có giá trị bit bằng 1, do vậy trong mã hóa của Plessey thì mỗi ký tự có giá trị 4 bit. Mã vạch Plessey có thể mã hóa các ký tự số từ 0 đến 9 và các ký tự chữ từ A đến F. Tổng cộng là 16 ký tự khác nhau.

Tuy nhiên, sau này người ta có bổ sung thêm loại ký tự có giá trị 6 bit và như thế nó có thể mã hóa 26 = 64 ký tự.
- Kiểu biểu đạt tượng trưng này nguyên thủy là không tự kiểm tra (không có số kiểm tra), mặc dù các số kiểm tra theo phép chia cho  10 hay 11 (phụ thuộc vào các ứng dụng) sau này thông thường được thêm vào, lấy theo tỷ trọng xác định trước của từng ký tự có mặt trong mã vạch, tùy theo vị trí của chúng trong mã vạch và lặp lại theo một chu kỳ nhất định.
- Là loại mã vạch liên tục.

#### Mã bắt đầu
Luôn luôn có giá trị bit là 1101.

#### Phần dữ liệu
Bảng dưới đây liệt kê các ký tự có thể mã hóa trong dạng 4 bit và giá trị bit của chúng.
| Ký tự | Giá trị bit | Ký tự | Giá trị bit |
| ----- | ----------- | ----- | ----------- |
| 0     | 0000        | 8     | 0001        |
| 1     | 1000        | 9     | 1001        |
| 2     | 0100        | A     | 0101        |
| 3     | 1100        | B     | 1101        |
| 4     | 0010        | C     | 0011        |
| 5     | 1010        | D     | 1011        |
| 6     | 0110        | E     | 0111        |
| 7     | 1110        | F     | 1111        |

#### Mã kiểm tra
Nó sẽ là một khối mã 8 bit và có thể xác định bằng hai số 4 bit sử dụng cùng một cách thức biểu diễn như phần dữ liệu. 

#### Khối ngắt
Mã kiểm tra sẽ được tiếp theo bởi 2 giá trị nhị phân 'l' trong trường hợp mã vạch được đọc từ trái qua phải.
Trong trường hợp mã vạch được đọc hoặc từ trái qua phải hoặc từ phải qua trái, mã kiểm tra sẽ được tiếp theo bởi một vạch đơn rộng duy nhất.

#### Mã bắt đầu ngược
Trong trường hợp đọc mã vạch theo hai chiều ngược nhau, vạch ngắt được tiếp theo là mã bắt đầu ngược giá trị 4 bit, vì thế 1100 được sinh ra nếu mã vạch được quét từ phải qua trái.

#### Các lề
Các lề trắng có độ rộng tương đương với ít nhất 4 bit nằm ở hai đầu của mã vạch để ngăn không cho thiết bị đọc nhầm sang mã vạch khác nằm kề bên. 

#### Khoảng cách in ấn
Mỗi bit dữ liệu của mã vạch được in thành vạch màu đen, tiếp theo là một khoảng trắng có độ rộng xác định trước. Tổng của hai độ rộng này tương đương với pitch danh định. Dung sai chỉ ra trong bảng dưới đây được điều chỉnh theo các điều kiện sau: 
- Kích thước vạch rộng: Vạch/Khoảng trắng < 1 khi khoảng trắng < 0,009 inch hay 0,229 mm.
- Kích thước vạch hẹp:Vạch/Khoảng trắng > 0,33 khi vạch > 0,005 inch hay 0,127 mm

Bảng dưới đây định nghĩa kích thước của vạch và khoảng trống theo đơn vị 1/1000 của inch đối với các mật độ mã khác nhau 
| Bit/inch | Pitch danh định (p) | Giá trị nhị phân | Vạch/Khoảng trống | Tối thiểu | Bình thường | Tối đa |
| -------- | ------------------- | ---------------- | ----------------- | --------- | ----------- | ------ |
| 40       | 0,635               | 1                | Vạch              | 0,305     | 0,343       | 0,381  |
| 40       | 0,635               | 1                | Khoảng trống      | 0,254     | 0,292       | 0,305  |
| 40       | 0,635               | 0                | Vạch              | 0,114     | 0,127       | 0,152  |
| 40       | 0,635               | 0                | Khoảng trống      | 0,471     | 0,508       | 0,533  |
| 32       | 0,787               | 1                | Vạch              | 0,394     | 0,432       | 0,470  |
| 32       | 0,787               | 1                | Khoảng trống      | 0,318     | 0,356       | 0,394  |
| 32       | 0,787               | 0                | Vạch              | 0,127     | 0,152       | 0,173  |
| 32       | 0,787               | 0                | Khoảng trống      | 0,584     | 0,635       | 0,685  |
| 25       | 1,020               | 1                | Vạch              | 0,533     | 0,584       | 0,635  |
| 25       | 1,020               | 1                | Khoảng trống      | 0,381     | 0,432       | 0,483  |
| 25       | 1,020               | 0                | Vạch              | 0,127     | 0,178       | 0,229  |
| 25       | 1,020               | 0                | Khoảng trống      | 0,787     | 0,838       | 0,889  |

#### Các đốm
Trong quá trình in ấn, có thể xảy ra hiện tượng tạo đốm đen trong khu vực trắng (thừa mực) và đốm trắng trong khu vực đen (mất mực)
Các đốm đen trong khu vực khoảng trắng cần phải có kích thước nhỏ hơn 0,038 mm (0,0015 inch) theo bất kỳ hướng nào. Ngoài ra các đốm này phải cách xa rìa các vạch ít nhất 0,051 mm (0,002 inch) và các đốm này phải cách nhau ítnhất 0,203 mm (0,008 inch).
Các đốm trắng trong các vạch phải có kích thước nhỏ hơn 0,051 mm. Ngoài ra các đốm này phải cách xa rìa các vạch ít nhất 0,051 mm (0,002 inch) và các đốm này phải cách nhau ítnhất 0,203 mm (0,008 inch). 

#### Tính số kiểm tra

##### Theo phép chia 10
Các mã vạch MSI Plessey chỉ sử dụng các số và luôn luôn có số kiểm tra theo phép chia cho 10, và có thể có số kiểm tra thứ hai. Phương pháp tính như sau:
- Tạo ra một số mới trên cơ sở số đã cho. Nếu số đã cho có chiều dài chuỗi là một số chẵn, số mới tạo ra từ các số ở các vị trí chẵn; nếu chiều dài chuỗi là lẻ, số mới tạo ra lấy ở các vị trí lẻ. Ví dụ, số nguyên thủy là 523746, số mới sẽ là 276; nếu số gốc là 41852, số mới sẽ là 482.
- Nhân số mới tạo ra với 2. Giả sử số gốc là 523746, thì số tạo ra sau phép nhân là 276 x 2 = 552.
- Cộng tất cả các số trong kết quả. Ví dụ, 5 + 5 + 2 = 12.
- Cộng kết quả này (12) với các số chưa sử dụng trong số gốc. Vì thế 12 + 5 + 3 + 4 = 24.
- Lấy số dư trong phép chia cho 10. Trong trường hợp này số dư bằng 4. Số kiểm tra sẽ là 10 - 4 = 6. Trong trường hợp số dư bằng 0, số kiểm tra sẽ cũng bằng 0.

Nếu số kiểm tra thứ hai cần có thì coi số mới tạo thành (trong ví dụ là 5237466) như là số gốc để tính toán theo các bước nói trên.

##### Theo phép chia cho 11
Một số ứng dụng khác lại cần số kiểm tra theo phép chia cho 11. Cách tính số kiểm tra như sau: 
- Các tỷ trọng của các số đã cho trong số gốc tính từ phải qua trái tuân theo trật tự sau: 2, 3, 4, 5, 6, 7. Nếu số đã cho vượt quá 6 chữ số thì chu kỳ này lại lặp lại. Ví dụ, cho số 943457842 thì tỷ trọng sẽ là: 432765432
- Nhân từng số trong số đã cho với tỷ trọng của chúng và cộng tất cả các kết quả: (9x4)+(4x3)+(3x2)+(4x7)+(5x6)+(7x5)+(8x4)+(4x3)+(2x2) = 195
- Lấy số dư trong phép chia cho 11: 195/11 = 17 dư 8. Số kiểm tra sẽ bằng 11 - 8 = 3. Nếu chia hết thì số kiểm tra bằng 0.
- Thêm số kiểm tra (bằng 3 trong ví dụ này) vào cuối số đã cho. Trong ví dụ này số tạo thành là 9434578423.